# Jean-Luc Moulène
Jean-Luc Moulène (* 28. Dezember 1955 in Reims) ist ein französischer Konzeptkünstler, der in Paris lebt.

## Leben und Werk
Jean-Luc Moulène studierte Ästhetik und Kunstgeschichte in Paris. Seine künstlerische Arbeit ist thematisch und medial breit gefächert. Er arbeitet mit industriell hergestellten, organischen und vorgefundenen Materialien. Seine Medien sind Fotografie, Film, Malerei, Skulptur, Zeichnung und Installation. Moulène wurde Ende der 1980er Jahre aufgrund seiner fotografischen Arbeiten und später mit den Serien Objets de grève (1999–2000) und 48 Palestinian Products (2002–2005) international bekannt.„Moulène, der sich selbst als Poet bezeichnet, ist neben Poesie von Mathematik – genau genommen von der Mengenlehre – inspiriert, in der er eine Metapher für sozialen Raum sieht“.
Jean-Luc Moulène war 1997 Teilnehmer der documenta X, 2002 der Biennale von São Paulo, 2003 der Biennale di Venezia, 2004 der Taipeh Biennale und 2010 Teilnehmer der Sharjah Biennale.